# Kim Maher
Kim Maher, född den 5 september 1971 i Ho Chi Minh-staden, är en amerikansk softbollspelare.
Hon tog OS-guld i samband med de olympiska softboll-turneringarna 1996 i Atlanta.